# إميل لوجون
خطأ لوا في mw.text.lua على السطر 25: bad argument #1 to 'match' (string expected, got nil).
إميل لوجون (17 فبراير 1938 - 28 ديسمبر 2024)، هو لاعب كرة قدم بلجيكي في مركز الدفاع، ولد في 17 فبراير 1938 في ورساج ‏ في بلجيكا. شارك مع منتخب بلجيكا لكرة القدم. أما مع النوادي، فقد لعب مع نادي لييج.

## وصلات خارجية
- إميل لوجون على موقع الاتحاد البلجيكي (الإنجليزية)
- إميل لوجون على موقع قاعدة بيانات كرة القدم.إي يو (الإنجليزية)
- إميل لوجون على موقع ناشيونال فوتبول تيمز (الإنجليزية)
- إميل لوجون على موقع عالم كرة القدم.نت (الإنجليزية)